# Cedro de São João
Cedro de São João é um município brasileiro do estado de Sergipe. O Município é o maior produtor de carne-de-sol do Estado, além de se destacar no artesanato de ponto-de-cruz e na produção de bolachas.

## História
Fundador: Antonio Nunes
Cedro formou-se de ciganos vindos de Minas Gerais. Depois de passarem pela Bahia e entrarem em Sergipe, um pequeno grupo se separou e foi viver em barracas armadas em Capela, comercializando produtos do Vale do Japaratuba (açúcar e mel) e do Vale do São Francisco (arroz, animais e peixe).
O grupo adquiria animais na fazenda Cemitério (hoje Aquidabã), e com esses animais descansavam em um terreno, onde hoje é a Praça Jonas
Trindade, em Cedro. Na época da cheia do rio São Francisco, as terras rodeadas pelas águas, formavam quase uma ilha. Como se tratava de um lugar seguro, o líder do grupo Antônio Nunes, construiu um curral com a madeira Cedro.
Na Fazenda Cedro, nome originado de madeira abundante na região, existia em 1834 vinte casas de taipa, construídas para os vaqueiros.
Pela Lei Provincial de 5 de março de 1835, o proprietário da Fazenda, Antônio Nunes, criou uma escola, posteriormente fechada, e que voltou a funcionar em 9 de Julho de 1872, sob a direção da professora Carolina Leopoldina Regina de Sá. A construção da capela de São João Batista, atual Matriz, tornou independente a povoação, da Freguesia de Santo Antônio de Propriá. A Lei Estadual nº 83, de 23 de Outubro de 1894 elevou o Povoado à categoria de Vila.
A partir do ano de 1894, passou a haver uma organização para separação política de Propriá. Surgiram três engenhos no Vale do rio jacaré: Imbira, de Antônio Santana; Poço dos Bois, de Antônio Soares, e o da Lagoa Seca de Antônio Baptista Nascimento, que colaboraram na formação da estrutura econômica.
Em 29 de outubro de 1901, Cedro retornou à condição de Povoado, pela Lei nº 422. Pouco depois, iniciava-se um movimento pela restauração do
Município, tendo como principais líderes, Antônio Batista do Nascimento, João de Deus da Rocha, Manoel da Rocha e Antônio Santana.
A Lei nº 1.015 de 4 de outubro de 1928, sancionada pelo Governador Manoel Dantas, elevou Cedro à Categoria de Vila e Sede do Município, desmembrado de Propriá, sendo instalada a Vila a 1 de Janeiro de 1929. O decreto nº 69 de 26 de março de 1938, anexou o termo à Comarca de Propriá. Pelo Decreto-Lei nº 533, de 7 de dezembro de 1944, o Município passa a ter o nome de "Darcilena", porque o prefeito Miguel Seixas queria homenagear a mulher de Getúlio Vargas, Darcy, e a mulher de Augusto Maynard, Helena. Mudando para Cedro de São João em 6 de Fevereiro de 1954, pela Lei Estadual nº 554, passando a contar com mais um Distrito de Paz, o de São Francisco. Depois, o Distrito de São Francisco foi desmembrado, tornando-se Município.
Atualmente, o município pertence judicialmente a comarca de Aquidabã, formado pelos povoados de Bananeiras, Lagoa Nova, Poço dos Bois e São Sebastião. Vale destacar que o município no passado possuiu mais povoados que no entanto foram transferidos para São Francisco ou abandonados como foi o caso do povoado Batinga, o qual possuía uma estação ferroviária com o mesmo nome, porém após o abandono das linhas férreas da RFFSA, o povoado caiu em decadência.

### Ciganos,holandesesoumarranosem Cedro de São João
As condições que deram origem a população da cidade de Cedro de São João, situada ao norte do estado de Sergipe, deixam dúvidas diante de uma análise histórica e ao mesmo tempo antropológica. Ou seja, em meio aos relatos e registros na historiografia já produzida sobre a origem do povo cedreiro várias indagações surgem a medida que é realizada uma análise mais criteriosa sobre este fato. Cabe lembrar, que Cedro de São João está numa região que faz parte do baixo São Francisco e que sua história está diretamente ligada à Propriá, principal cidade ribeirinha do lado sergipano. Anterior à sua independência, Cedro de São João pertencia à comarca de Propriá e, por conseguinte, sua história documental de outrora está entrelaçada com a comarca da época.
O estado de Sergipe, apesar da sua pequena área territorial possui uma história muito instigante, levando em consideração suas peculiaridades em cada região do estado, o qual apresenta características diferenciadas, principalmente no aspecto cultural. O município de Cedro de São João é possuidor de um povo com traços físicos mais próximos dos descendentes de peles claras, algo que predomina na cidade. Existira em Cedro de São João uma comunidade de origem holandesa, é possível a cidade ter sido colonizada por ciganos ou ainda, esse povo recebeu influência de marranos no período do seu povoamento?
De acordo com a historiadora sergipana Maria Thetis Nunes a permanência de holandeses no território sergipano é quase nula, no seu livro Sergipe Colonial I a historiadora não faz citações relevantes sobre alguma localidade sergipana que tenha sido colonizada por holandeses. No entanto, no aspecto antropológico Felte Bezerra cita no seu livro Etnias Sergipanas uma identificação do povo cedreiro com uma provável colonização de origem holandesa. Assim, diante destas duas afirmações dos estudiosos cria-se um impasse entre um estudo histórico e um estudo antropológico, ambos com sua importância, como também ambos estão sujeitos a questionamentos. Ainda sobre essa origem cedreira cita-se e está registrado nos últimos livros da história local que sua origem é de um povo cigano, que chegando àquelas terras deram início ao povoamento e desenvolvimento da localidade. O ilustre professor Valdemar Nunes, filho e morador da cidade, argumenta que Cedro de São João teve sua origem em ciganos oriundos do estado de Minas Gerias, que no começo do século XIX chegaram e fixaram-se nas terras cedreiras. Logo, outra indagação é levantada, pois seria o Cedro de São João uma cidade que apresentaria um aspecto que contraria à ideia dos povos conhecidos como nômades ou essa teoria é real quanto à colonização das terras cedreiras. Mais uma dúvida, uma vez que esse fato despertaria enormes interesses aos estudiosos de grupos ciganos.
Diante de tantos aspectos sobre a provável origem do povo cedreiro chegasse a conclusão que a cidade carece de estudos criteriosos, interdisciplinares, científicos, os quais agreguem valor histórico à cidade, como também a identidade dos cedreiros perante sua real formação. Ademais, recentemente, leituras realizadas pela equipe do grupo de estudos do marranismo (GEM) do Departamento de História da Universidade Federal de Sergipe têm apresentado a cidade de Cedro de São João como um provável reduto de povos marranos, os quais ainda não se sabe, ao certo, de qual região estes teriam partido e o motivo que os levaram a fixarem-se naquela cidade, como também sobre sua contribuição no aspecto do povoamento local. Sobretudo, leituras realizadas das obras de autores como Câmara Cascudo e o próprio Felte Bezerra já apontam indícios sobre marranos em Cedro de São João. Apesar destes dois estudiosos não detalharem os aspectos da cultura local, ambos inserem a cidade na rota da colonização marrana no Brasil.
Ressalta-se aqui, então, a importância de um levantamento sobre tudo que já foi produzido sobre a história da cidade de Cedro de São João. No entanto, essa mesma história deve levar em consideração a historiografia local de outrora, os aspectos antropológicos, sociológicos, culturais e demais aspectos que venham a contribuir para a formação da história cedreira, centrada em características científicas. Este artigo não tem como finalidade responder a origem da cidade de Cedro de São João, mas levantar indagações sobre sua real origem. Os indícios sobre a origem do povo cedreiro estão implícitos, mas com estudos criteriosos é possível apresentar explicações mais convincentes sobre a formação da cidade de Cedro de São João, a qual sempre contribuiu das mais diversas formas na construção do estado de Sergipe.

## Povoados
Atualmente Cedro de São João é formado pelos povoados de Bananeiras, Poço dos Bois, São Sebastião e Lagoa Nova. Os povoados de Cruzes, Batinga e Cajueiros estão abandonados e Piçarreira foi transferida para povoado da cidade de São Francisco.

### Poço dos Bois

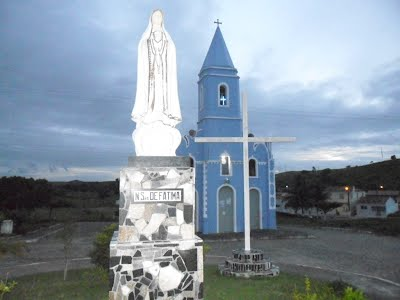
Igreja Nossa Senhora de Fátima em Poço dos Bois

É um povoado pertencente a Cedro de São João, o mais populoso. O povoado e o seu nome se deu de origem porque muitos animais que vinham do sertão matavam a sede naquele lugar. E assim o povoado de Poço dos Bois surgiu.

### Bananeiras
É um povoado pertencente a Cedro de São João. O seu nome se deu de origem porque no local havia muitos pés de bananeiras. O povoado tem uma fábrica de queijos e manteigas e pode ser visto através da BR-101.

### São Sebastião
É um povoado pertencente à Cedro de São João muitas vezes confundido por bairro por ficar muito próximo a cidade.
Da entrada do povoado até o beco das trairinhas, o povoado era chamado de Carvãozinho, o nome carvãozinho se deu pelo feitio de carvão predominante e pela quantidade de negros que residiam lá. Do beco até o final era chamado de São Sebastião, por lá ter sido erguida uma capela à São Sebastião.
Hoje todo o povoado é oficialmente denominado de São Sebastião.

### Lagoa Nova
É um povoado pertencente á Cedro de São João. E como São Sebastião muitas vezes o povoado é confundido por bairro por ficar muito próximo a cidade. O seu nome se deu de origem porque o lugar fica próximo à Lagoa Salomé.

## Geografia

### Aspectos Gerais
De acordo com o último censo IBGE realizado em 2010, a pequena cidade continha 5.633 habitantes. O município possui temperaturas médias anuais de 26,0 °C, com precipitação média de chuvas de 800 mm/ano, mais acentuado nos períodos de março a agosto (outono - inverno). O relevo é plano com ocasionais colinas e cristas. A vegetação compreende campos limpos e campos Sujos.

### Hidrografia
- O município está totalmente inserido na bacia hidrográfica do rio São Francisco[3]
- Várzeas: do Cedro, do Saco do Coxo
- Lagoas: Salomé, do Algodão
- Riachos: Jacaré, Baixo do Cipó, do Buri, Candinha

### Abastecimento de água
Fontes de Abastecimento dos Principais Núcleos Residenciais:
- A sede do município é abastecida pela DESO, através da adutora de Propriá, que capta água do rio São Francisco.
- O Povoado Poço dos Bois se abastece através de captações em poços tubulares profundos.
- A comunidade Bananeiras faz seu abastecimento captando água da Fonte Bananeira.

## Economia
As principais fontes de renda são: o artesanato, a carne do sol, a produção de cachaça, a agricultura (arroz, mandioca e milho), a piscicultura, a pecuária (bovinos, suínos, ovinos e eqüinos), e na área mineral é explorada argila para cerâmica.

## Filhos ilustres
- João Batista Nunes de Oliveira
- Maria do Carmo Alves
- José Alves do Nascimento